# Лофтус, Уильям
Уильям Кеннет Лофтус — английский геолог, археолог, путешественник и исследователь. Исследовал бассейн Тигра и Евфрата, где в 1849 году открыл шумерский город Урук.
Лофтус изучал геологию в Кембридже и стал членом Комиссии по делимитации границы между Турцией и Персией (1849—1852). Затем вместе с Генри Адрианом Черчиллем он исследовал районы Ниффар-Ниппур, Мугаяр-Ур и Варка-Урук, где провёл важные раскопки (1849). Он вернулся, чтобы продолжить их в 1852 году от имени Ассирийского фонда раскопок.
В 1853—1854 годах он исследовал Ниневию, где обнаружил участок Ападана, который впоследствии был исследован Марселем Дьёлафуа. В 1851 году он также провёл исследования в Сузах, куда он вернулся в 1852 и 1853 годах.
Он открыл в феврале 1855 года дворец ассирийского царя Ашшурнацирапала II и был нанят в сентябре 1856 года в качестве помощника геолога в Геологической службе Индии, но, заболел. Он скончался в море на пути в Великобританию в возрасте 38 лет.

## Публикации
- Inscriptions from Susa, 1852
- Warkah: Its Ruins and Remains, 1854
- Travels and Researches in Chaldea and Susiana, 1857
- Reports of the Assyrian Excavation Fund I and II, publiés dans R.D. Barnett, Sculptures from the North Palace of Ashurbanipal at Nineveh (668—627 B.C.), 1976